# Collier ras du cou

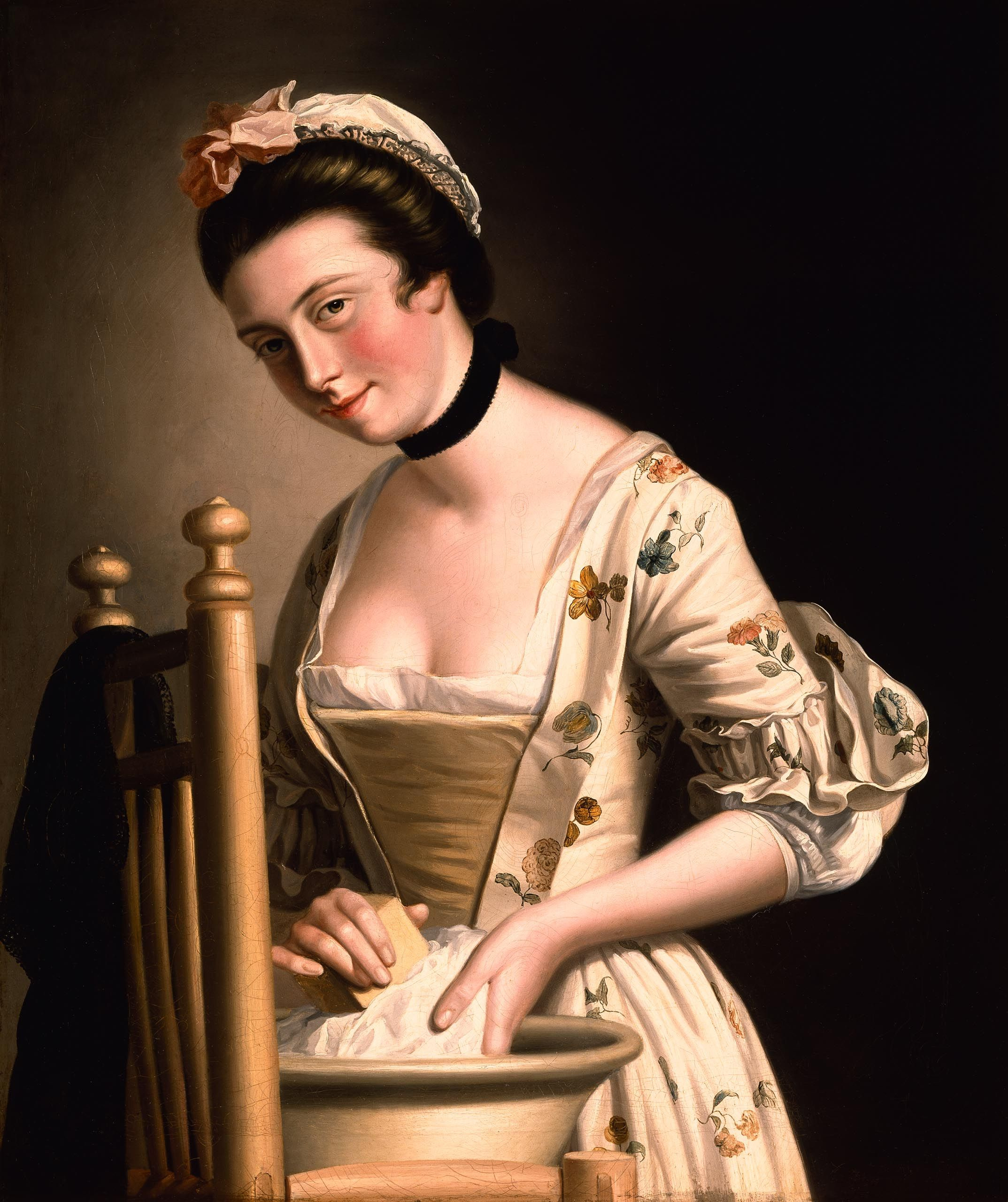
Une femme lavant son linge
d'Henry Robert Morland

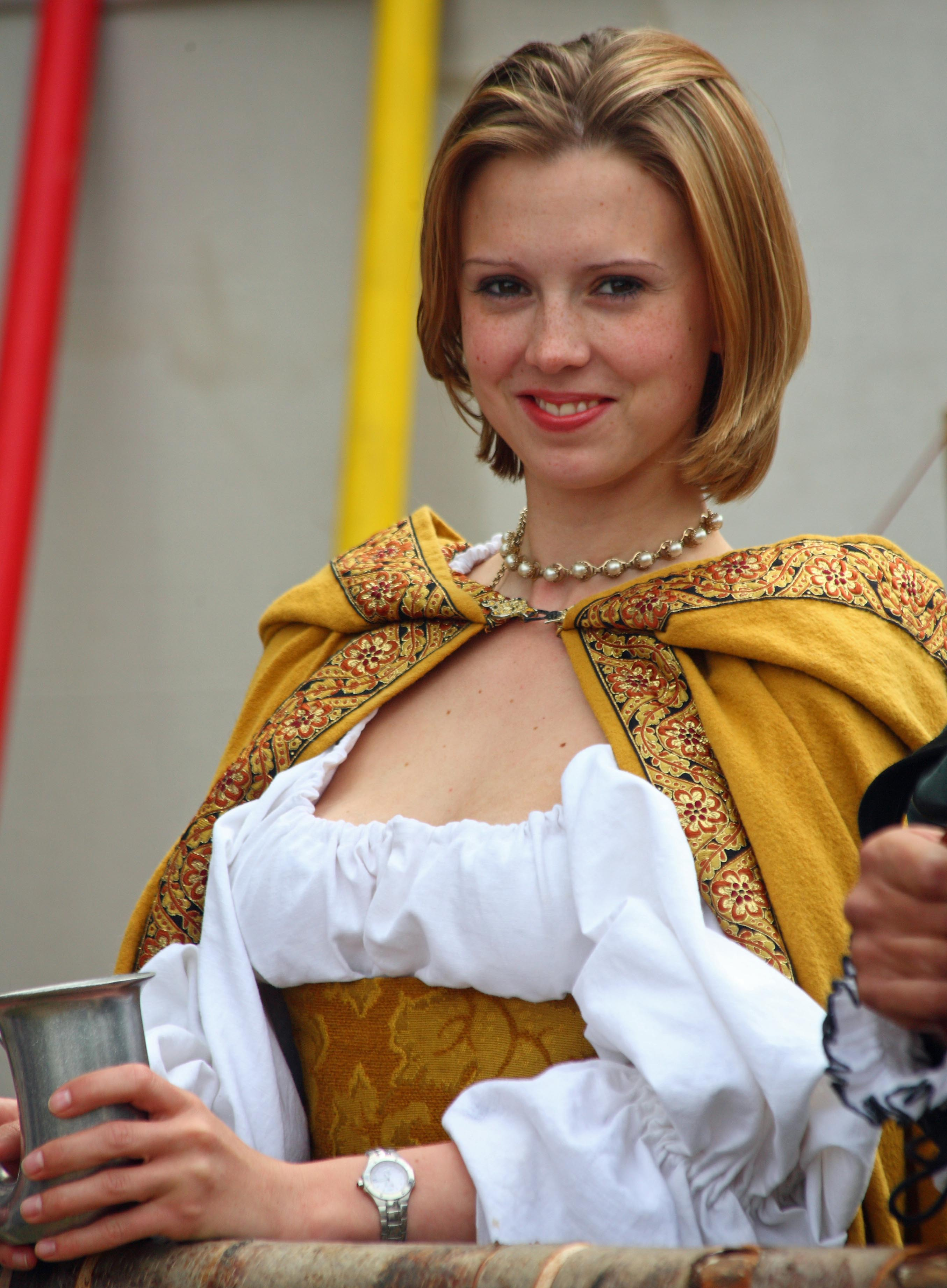
Femme costumée, avec un collier ras de cou en perles.

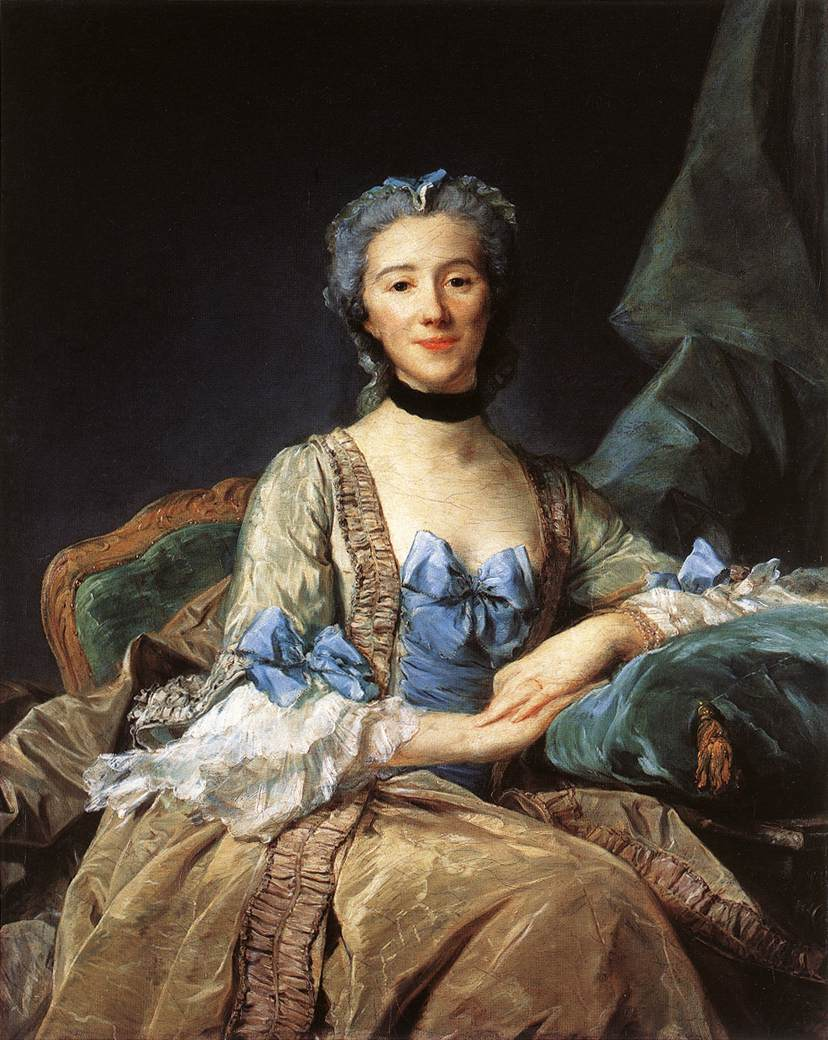
Jean-Baptiste Perronneau, Madame de Sorquainville.

Un collier ras du cou ou tour de cou est un collier porté serré à la base du cou, d'une longueur de 36 à 40 centimètres.

## Composition

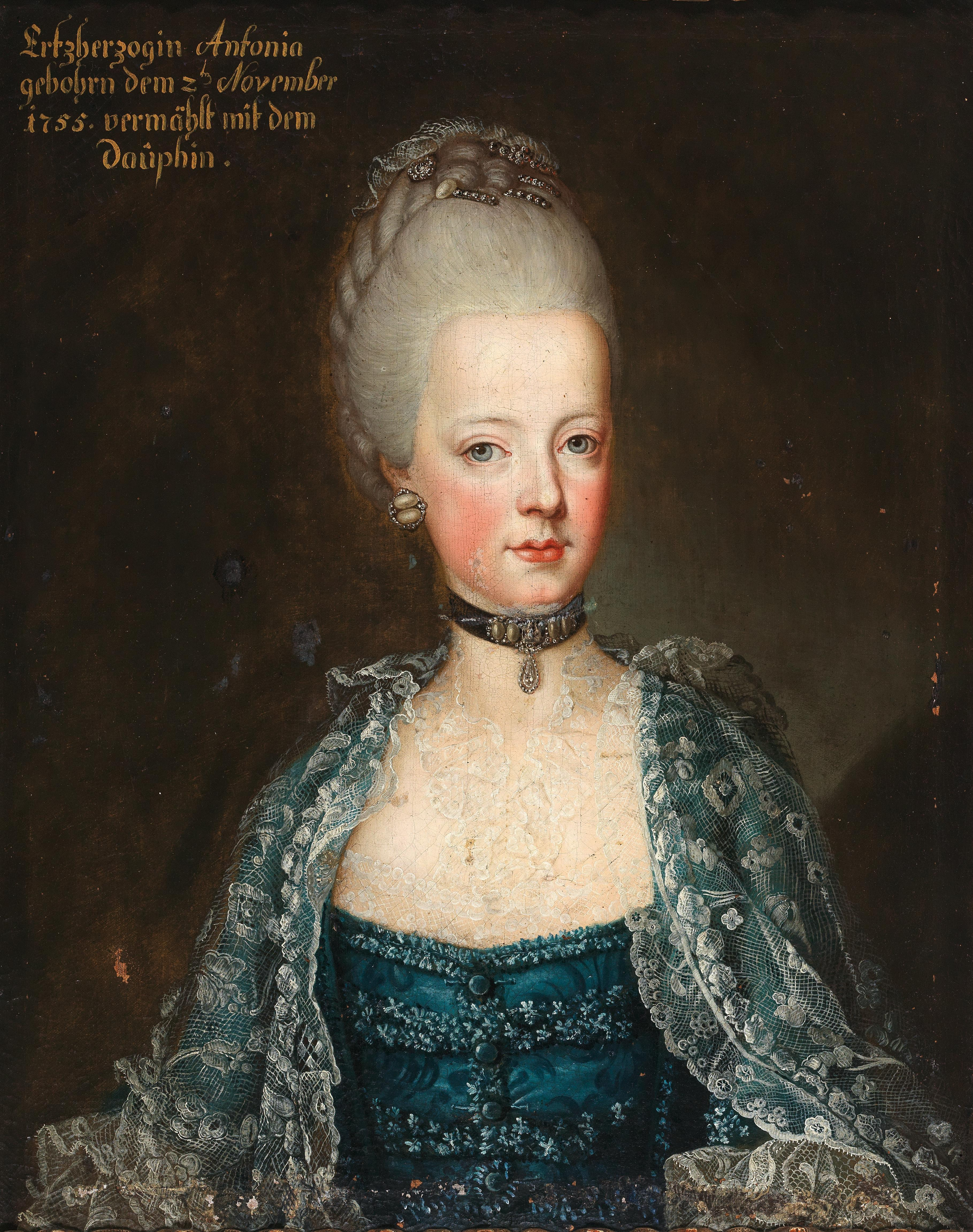
Marie-Antoinette (1755-1793), dauphine de France (1770-1774), portant un ruban noir ras du cou piqué d'une broche à pendentif.

Le collier ras du cou se décline en de nombreuses variantes. Il peut consister en un ou plusieurs rangs de chaînes ou de perles enfilées, ou bien en un ruban, une cordelette ou une lanière, tous ornés ou non de perles, de pierres précieuses et semi-précieuses, de strass ou d'autres éléments décoratifs. Des médaillons, caméos et pendentifs sont couramment portés avec ces colliers serrés ; les broches et les épingles du type épingle à cravate sont piquées de préférence dans ceux réalisés en velours ou en gros grain.
Le fermoir par lequel ce collier est tenu au cou est le plus souvent une agrafe de bijou classique plus ou moins ornementée. Reliant les deux extrémités de la pièce, celle-ci est généralement fermée sur la nuque, plus rarement sur le devant. Les tours de cou de matières textiles peuvent aussi être attachés par des fermetures autoagrippantes (scratchs) ; ceux d'une longueur suffisante sont en toute simplicité tenus par un nœud. Le choker en cuir est fréquemment muni d'une boucle.

## Confection
Les ras du cou peuvent s'acheter, mais il est aussi très simple de les faire car on peut facilement acheter du ruban dans une mercerie : les choix de matières (satin, velours, dentelle principalement), les couleurs et les largeurs sont variés.
On peut coudre des décorations, telles que des perles plates dont les trous rendent la couture plus facile. On peut également y faire pendre d'autres ornements comme, entre autres exemples, une croix chrétienne.
Bien sûr, il ne reste plus ensuite qu'à coudre des attaches au ruban : avant cela, il faut passer le ruban autour de son cou afin de bien mesurer, pour qu'au final il ne flotte pas ni ne serre trop.
Les attaches peuvent être un simple scratch, que l'on trouve en mercerie également, ou bien des petites attaches individuelles, semblables aux attaches à corset ou à soutien-gorge. Néanmoins, il semble que ce genre d'attaches vendues individuellement n'existe plus.

## Vêtements assortis
Ce collier, est mis en valeur par des cols en V, des cols bateau ou encore avec des robes dégageant les épaules.
Il peut éventuellement s’accompagner d'un collier normal.

## Dans la littérature
L'intrigue fantastique d'une femme morte-vivante guillotinée à Paris sous la Terreur et dont un tour de cou sombre retient la tête en même temps que la vie a été mise en scène par plusieurs auteurs de nouvelles. Pleurant au pied de l'échafaud, la belle inconnue est découverte par un jeune Allemand qui « l'amène chez lui, passe la nuit avec elle et la découvre le lendemain morte dans son lit avant d'apprendre qu'[elle] a été décapitée la veille ; le collier dégrafé, la tête roule ».
Washington Irving (1783-1859) imagine cette histoire dans « L'aventure de l'étudiant allemand » publié dans le recueil Contes d'un voyageur (1824).
Petrus Borel (1809-1859) l'adapte dans Gottfried Wolfgang (1839, paru en 1843).
Alexandre Dumas père (1802-1870), s'en inspire pour la nouvelle La Femme au collier de velours (1849). Il fait évoluer dans la ville de Paris de l'époque révolutionnaire l'auteur allemand de contes fantastiques E. T. A. Hoffmann. Un soir, au théâtre de l'Opéra, celui-ci tombe amoureux à en perdre la raison de la belle ballerine Arsène. Incarnant une nymphe, elle est curieusement parée d'un « étrange » collier de velours retenu par une « lugubre agrafe de diamants » en forme de guillotine.